# 秀山新区
秀山新区是马鞍山市设立的四个县级管理区之一，另外三个为博望新區、滨江新区、龙山新区。位于马鞍山市东部，管辖当涂县博望镇、丹阳镇和新市镇。